# Paul Winkler
Paul Winkler (Essen-Altenessen, 22 agosto 1913 – 25 novembre 1994) è stato un calciatore tedesco, di ruolo attaccante.